# Diecezja Hereford
Diecezja Hereford (ang. Diocese of Hereford, łac. Dioecesis Herefordensis) – diecezja Kościoła Anglii w metropolii Canterbury, obejmująca całość hrabstwa Herefordshire, południową część hrabstwa Shropshire, a także małe fragmenty hrabstw Worcestershire, Powys i Monmouthshire. Powstała w 676 roku jako diecezja katolicka, od czasów reformacji należy do Kościoła Anglii. 

## Biskupi
stan na 19 stycznia 2018:
- biskup diecezjalny: Richard Frith (z tytułem biskupa Hereford)
- biskup pomocniczy: Alistair Magowan (z tytułem biskupa Ludlow)